# DjVu
DjVu [deʒaˈvy] (lautsprachlich wie französisch Déjà-vu ‚schon gesehen‘) ist ein offenes Dateiformat für Rastergrafiken, das zur Speicherung gescannter Dokumente konzipiert wurde und eine Alternative zu PDF darstellen soll.

## Funktionsweise
Die wesentliche Idee hinter DjVu ist die Trennung des Ausgangsmaterials in mehrere Ebenen und deren unterschiedliche Komprimierung:
- Der Seitenhintergrund sowie enthaltene Bilder werden mittels eines IW44 genannten Wavelet-basierten Algorithmus verlustbehaftet komprimiert. Das entspricht etwa der JPEG-2000-Komprimierung.
- Der darüberliegende Text wird als Binärbild mit dem sogenannten JB2-Algorithmus komprimiert. Dieser ist dem JBIG2-Algorithmus sehr ähnlich, kann entweder verlustfrei oder verlustbehaftet arbeiten und macht sich wiederkehrende Muster, etwa Buchstaben, zunutze.

Daneben kann auch Text direkt, d. h. nicht in Form von Bilddaten, gespeichert werden, was das Suchen und Kopieren von Textstellen ermöglicht. Dieser Text wird im Fall von gescannten Dokumenten mittels Texterkennung erzeugt.

## Geschichte
Die zugrunde liegende Technologie wurde ab 1996 an den AT&T Laboratories entwickelt (Yann LeCun, Léon Bottou, Patrick Haffner) und im März 2000 von LizardTech aufgekauft. Mit dem Erwerb von LizardTech 2003 und dessen Auflösung als eigenständiges Unternehmen 2005 ging das Eigentum an Celartem.

## Software
Von Celartem wurde eine Referenz-Implementierung unter der GNU General Public License (GPL) veröffentlicht, die zwar einen Decoder, jedoch nur einen unvollständigen Encoder enthält, mit dem insbesondere das Trennen von Hintergrund und Text sowie das verlustbehaftete Komprimieren der Textebene nicht möglich ist. Das Erzeugen von DjVu-Dateien aus gescanntem Material ist daher derzeit nur mit kommerzieller Software oder mit der DjVu Solo 3.1-Software von Celartem möglich. Letztere ist kostenfrei auf der Website erhältlich.
Zum Betrachten von DjVu-Dateien bietet Celartem Browser-Plug-ins für Windows, Linux und Mac OS X zum kostenfreien Download an. Zusätzlich existiert mit DjVuLibre eine von den ursprünglichen Entwicklern gepflegte Open-Source-Implementierung mit einem Betrachtungsprogramm und Browser-Plug-in für Unix.
Freie Betrachter auf Basis der DjVuLibre-Bibliothek:
- WinDjView – Betrachter für Windows
- DjVuViewer + DjVu to PDF – Betrachter und Konverter für MacOS
- Evince – Betrachter für den Gnome-Desktop, auch für andere Formate
- Okular, ein universeller Dokumentbetrachter (KDE)
- PocketDjVu – Betrachter für Pocket PC
- Sumatra PDF – Betrachter für Windows

DjVu-Dateien lassen sich auch mit dem kostenlosen Bildbetrachter IrfanView öffnen und extrahieren, sofern man das Plug-in-Zusatzpaket installiert hat. Von verbreiteter Bildbearbeitungs-Software wird das Format bislang weder schreibend noch lesend unterstützt.

## Rechtliches
Die in der Referenz-Implementierung verwendeten und von Celartem patentierten Algorithmen können im Sinne der GPL in Open-Source-Projekten weiter benutzt werden, ohne Patentforderungen von Celartem fürchten zu müssen.